# گورنگی پریسیان
گورنگی پریسیان (به صربی: Gornji Prisjan) یک منطقهٔ مسکونی در صربستان است که در ولاسوتینتسه واقع شده‌است. گورنگی پریسیان ۲۷۰ نفر جمعیت دارد.